# Капанди
Капанди (фр. Capendu) насеље је и општина у јужној Француској у региону Лангдок-Русијон, у департману Од која припада префектури Каркасон.
По подацима из 2011. године у општини је живело 1586 становника, а густина насељености је износила 104,89 становника/km². Општина се простире на површини од 15,12 km². Налази се на средњој надморској висини од 83 метара (максималној 461 m, а минималној 59 m).

## Демографија
| 1962. | 1968. | 1975. | 1982. | 1990. | 1999. | 2011. |
| ----- | ----- | ----- | ----- | ----- | ----- | ----- |
| 1.407 | 1.413 | 1.160 | 1.198 | 1.291 | 1.380 | 1.586 |

График промене броја становника у току последњих година